# Ferratum
Ferratum Oyj alături de filialele sale formează Grupul Ferratum, un furnizor internațional de servicii financiare mobile, cu sediul în Helsinki, Finlanda.  Acesta a fost înființat în luna mai a anului 2005 și și-a extins treptat operațiunile incluzând Europa, America de Nord, America de Sud și regiunea APAC.
Specializat în operațiuni bancare automatizate, cu o infrastructură tehnologică centralizată și o echipă de experți în vânzări, Grupul Ferratum deține și un sistem propriu de scorare inteligenta ce furnizează aprobări de credite instant, cu un nivel de securitate de ultimă generație.

## Istorie și fondator
Ferratum a fost înființat în anul 2005 de către fondatorul și directorul general al Grupului, Jorma Jokela. Acesta a studiat contabilitatea în cadrul Facultății de Comerț din Kuopio și a Facultății de Afaceri din Helsinki și este fondatorul companiei Jokela Capital Oy din Helsinki, pe care a condus-o în calitate de director general executiv din 1998 până în 2000. Ulterior, în anul 2004, a vândut compania Jokela Capital Oy iar în 2005 a înființat Ferratum, al cărei director general este și în prezent.

## Prezența geografică / Funcționare
Ferratum este unul din liderii în domeniul creditelor mobile de consum pentru persoane fizice și pentru întreprinderi mici, și este prezent în Europa, America de Nord, America de Sud și regiunea APAC. Licența bancară UE permite funcționarea în toate țările UE. 

## Conducere
Echipa de directori ai Grupului Ferratum, condusă de Jorma Jokela, reunește un grup de profesioniști pasionați și abili antreprenori, cu experiență într-o gamă largă de industrii relevante. 
Lea Liigus este directorul departamentului juridic și de conformitate al grupului și directorul executiv al Ferratum Bank p.l.c., filiala bancară a grupului. Ea a studiat dreptul în cadrul Universității din Tartu, Estonia, și a finalizat studiile prin intermediul programului de master în drept contractual și comercial (LL.M.) din cadrul Universității din Helsinki, Finlanda. Înainte de a se alătura Grupului în anul 2006, a lucrat în calitate de conferențiar de drept comercial și drept european în cadrul Școlii de Business estoniene din Tallinn, și în calitate de avocat de drept comercial, drept financiar și drept european la biroul de avocatură Sorainen din Estonia.
Saku Timonen este directorul departamentului de credite și s-a alăturat Grupului Ferratum în anul 2009. A studiat marketing și finanțe & economie în cadrul Școlii de Economie și Administrare a Afacerilor din Helsinki, în perioada 1996-2001. Din anul 2000 până în 2006, a lucrat ca marketing planner, product manager și relations manager în cadrul băncii Sampo iar din 2006 până în 2009 a lucrat pentru GE Money Oy ca manager de produse negarantate.
Dr. Clemens Krause este directorul financiar al companiei și directorul general al Ferratum Capital Germany GmbH. A studiat administrarea afacerilor în cadrul Westfälische Wilhelms-Universität din Münster. Din 1989 până în 1994, în timp de își finaliza doctoratul, a lucrat la Institutul für Rechnungswesen din Münster iar în 1994 s-a alăturat echipei Bankgesellschaft Berlin AG unde a lucrat ca manager și director al Project Finance. Înainte de a se alătura Grupului Ferratum în 2012, a deținut funcții de conducere în Germania la Deutsche Bahn, E-Loan Europe, E*Trade Germany, GE Money Bank (General Electric) și Commerzbank.
Ari Tiukkanen este directorul operațional al Grupului. A studiat inginerie industrială la Universitatea de Științe Aplicate Jyväskylä și a obținut licența în anul 1986. Înainte de a se alătura Grupului în 2015, a fost directorul departamentului de construcții și industrie în cadrul Metsä Wood din 2012 până în 2015, directorul executiv al Grupului Icare Finland / Revenio din 2008 până în 2012, directorul comercial al Grupului Paloheimo din 2006 până în 2008, directorul liniei de produse pentru construcții în cadrul Finnforest din 1999 până în 2006, și a deținut diferite funcții de conducere în Grupul Halton din 1992 până în 1999.

## Listarea la Bursa de Valori de la Frakfurt
Ferratum a fost listată pe lista principală a Bursei de Valori de la Frankfurt în 6 februarie 2015 și a fost prima companie fintech (tehnologie financiară) de pe bursa de valori. La listare, Ferratum a vândut acțiunile sale unor investitori financiari internaționali, prețul unei acțiuni fiind de 17 euro, la o valoare de piață a companiei de aproximativ 370 milioane de euro. A fost cumulat un total de 48 de milioane de euro în vederea finanțării creșterii viitoare a companiei: noi arii de produse și extinderea afacerii. După listare, Jorma Jokela a rămas în continuare cel mai are acționar al companiei.

## Viziune
După primirea licenței bancare UE, Grupul Ferratum susține că viziunea sa este de a deveni lider internațional în ceea ce privește sectorul bancar mobil, oferind o gamă cat mai diversificată de produse. În calitate de pioner în domeniul creditelor mobile de consum în Europa, Ferratum declară ca obiectiv principal soluțiile mobile simple, care răspund așteptărilor clienților de azi, și chiar le depășesc.
În Raportul său anual din 2016, Ferratum a declarat: „La Ferratum nu credem în bănci. Cel puțin nu în sensul tradițional. Noi credem în tehnologia financiară care este mobilă, ușor de folosit, internațională și cu nivel de securitate ridicat.”

## Misiune
Misiunea sa este să ofere cea mai bună interfață pentru consumator pentru procesele bancare și de împrumut, și un serviciu online personalizat pentru clienți disponibil 24/7, accesibil de pe pagina de internet Ferratum.ro, din aplicațiile mobile Ferratum și de pe site-urile partenerilor săi.

## Produse
Combinând serviciile financiare și tehnologia, Ferratum oferă în prezent șapte produse: Microloans, Plus Loans, Credit Limit, Ferratum Business, Ferratum P2P, Prime Loans și Mobile Banking.
În 2016 Ferratum a continuat să își extindă creditele dând curs cererii tot mai mari de modele de creditare alternative și inovatoare.

## Valori și parteneriate:
În Raportul anual din 2016 al Grupului Ferratum se precizează că „principalul obiectiv al Ferratum de la înființarea sa în 2005 il reprezinta serviciile calitative oferite clienților, investitorilor dar și partenerilor.”
Spre deosebire de băncile tradiționale, Ferratum declară „că nu se bazează doar pe puterea sa inovatoare, ci creează, de asemenea, un ecosistem financiar extrem de flexibil prin intermediul parteneriatelor, în vederea maximizării experienței clientului. Parteneriatele permit o creștere mai rapidă cu cheltuieli de capital limitate iar produsele sunt concepute în jurul ciclului de viață al clientului, prin implicarea partenerilor din domeniul financiar și ai celor non-financiari din domeniul tehnologiei."
Raportul anual precizează în continuare că „noile parteneriate nu vor avea la bază doar tehnologia sau relevanța pentru ecosistemul nostru financiar”, iar Ferratum „favorizează parteneriatele cu companiile care au principii de bază similare: profesionalism, inovație, profitabilitate și etică."

## „Principiul Jorma” și dezvoltarea profitabilă de lungă durată a afacerii
Creșterea cu un simț al măsurii - acesta este elementul de bază a ceea ce Ferratum numește „Principiul Jorma”. Profitabil încă de la înființarea sa în 2005, în ultimii zece ani veniturile Grupului au crescut în mod constant. Reprezentanții Grupului susțin că acest lucru se datorează extinderii geografice continue, precum și extinderii bazei de clienți și utilizatori.
Grupul declară că se concentrează pe dezvoltare de durată și pe extinderea activității sale de lider al creditor mobile. Această strategie de extindere, care stă la baza strategiei afacerii, implică diversificarea prezenței geografice prin extinderea pieței în Europa și la nivel internațional. Ferratum va continua să își promoveze creșterea și să mărească portofoliul de produsele de pe piețele existente din Europa, Australia, Noua Zeelandă, Brazilia, Mexic și Canada.

## Efectele mobilității
Utilizarea serviciilor bancare mobile la nivel mondial a continuat să crească. Procentul de utilizatori de telefoane inteligente și tablete care folosesc serviciile bancare mobile a fost de 47% în aprilie 2016 comparativ cu 41% în anul anterior în țările selctate din Europa, în Statele Unite și în Australia. Analiștii se așteaptă ca până în 2021 peste 2 miliarde de utilizatori de mobile să-și folosească telefoanele în scopuri bancare, comparativ cu 1,2 miliarde in 2016.
Adoptarea serviciilor bancare mobile depinde foarte mult de accesul la internet. În 2016, rețelele mobile de bandă largă acopereau deja 84% din populația globului. Pătrunderea rețelei mobile de bandă largă în țările OECD a ajuns la 95,1% la mijlocul lui 2016, cu un procentaj de abonare de peste 100% în țările europene nordice și în Australia. Tendința spre serviciile bancare mobile cuprinde și segmentele cu venit mai mic ale populației, care dețin telefoane inteligente și nu sunt în prezent clienți de bănci sau folosesc doar servicii bancare limitate, precum un cont de salarii (așa-numiți clienți „sub-bancari”).
Sectorul global fintech a cunoscut un declin de 50% al investițiilor în 2016 cu un total de finanțare anual de 24,7 miliarde de dolari, în scădere de la 46,7 miliarde de dolari în 2015. Multifinanțările și companiile fintech de creditare au fost cele mai optimiste, în special în ceea ce privește creditarea P2P. Studiul a identificat de asemenea o tendință către modele de afaceri mai diversificate și extinderea în alte țări.
În același timp, băncile tradiționale sunt nevoite să reducă costurile întrucât veniturile lor au scăzut ca urmare a dobânzilor mici. În Europa băncile și-au închis filiale în ultimii ani, pierzând astfel cel mai important avantaj competitiv. Un studiu a arătat că întreruperile de activitate din sectorul bancar pot cauza pierderi de venituri de 10% până la 40% până în 2025, în timp ce companiile fintech vor deservi o parte semnificativă din piață. În cazul pieței din Germania se preconizează că aceste companii fintech vor putea cumula o cotă de piață de până la 5% până în 2020.
În Raportul anual din 2016 al Grupului Ferratum se menționează că:
- Sistemul bancar al zilelor noastre este digital; cel al viitorului este mobil
- Pentru ca serviciile bancare și financiare să se integreze în această lume digitală, mobilă, ele trebuie restructurate în termeni digitali și trebuie să ofere noi soluții pentru verificare și autorizare sigură și fără complicații a tranzacțiilor financiare, fără procesări de acceptare îndelungate.
- Băncile tradiționale sunt limitate de sistemele lor anterioare atunci când încearcă să-și găsească locul în acest mediu nou. Tendințele pieței favorizează noii jucători, capabili să utilizeze în mod sistematic avantajele conexiunii mobile și ale automatizarii proceselor pentru un plus de viteză și o viață mai ușoară pentru consumatori, precum și deținătorii de întreprinderi mici. Noile proceduri de securitate precum biometria și geo localizarea sunt unice pentru canalul mobil, asigurând standarde de securitate mai ridicate, fără a compromite experiența clientului.

Unind serviciile bancare mobile, creditele de consum și creditele pentru IMM-uri, Ferratum consideră că deține o poziție ideală pentru a capta potențialul major al revoluției bancare inteligente, precum și pentru a intra pe piețele de credit mai puțin concurențiale.

## Lansarea băncii mobile Ferratum
Banca mobilă Ferratum a fost lansată public în 2016 în Germania, Suedia și Norvegia, fiind o platformă nouă revoluționară care reunește activitatea financiară completă a clienților într-o singură aplicație. Utilizatorii își pot accesa conturile curente, economiile și cardurile de debit în timp real, ușor, sigur și într-o manieră mobilă, indiferent de monedă.
Odată cu lansarea băncii mobile, Ferratum declară că a stabilit o platformă globală care reunește clienți, parteneri și furnizori de servicii deopotrivă. Arhitectura deschisă a aplicației bancare mobile permite integrarea ușoară a serviciilor personalizate lansate de alte companii. Prin urmare, au acces la baza de clienți internaționali mare și în continuă creștere a companiei Ferratum, precum și la informațiile valoroase privind clienții. 
Banca mobilă folosește analiza datelor comportamentale pentru a genera recomandări documentate, orientate, în timp real, pentru a îmbunătăți experiența clientului și pentru a adăuga servicii de-a lungul timpului, în funcție de preferințele utilizatorilor.

## Bancă on-line 100% - Fără sucursale
Funcționând ca bancă mobilă sau bancă on-line 100%, Ferratum nu necesită sucursale. Asistența este asigurată 24/7 telefonic, prin chat live sau prin e-mail.
Deschiderea unui cont durează doar câteva minute cu ajutorul procedurii on-line de aplicare, fără a necesita alte documente.

## Procedura de verificare
Pentru a deschide un cont este nevoie de pașaport sau cartea de identitate, în funcție de țară. Ulterior, se realizeaza verificarea facială automată a identității, folosindu-se camera dispozitivului clientului.

## MasterCard
Cu banca mobilă Ferratum, consumatorii pot achita bunuri și servicii oriunde este acceptat MasterCard, iar pentru achizițiile cu valoare mai mică, consumatorii pot plăti prin simpla apropiere a cardului. Consumatorii primesc o înștiințare pe telefon de fiecare dată când este folosit cardul. 

## Transferul de bani prin SMS
Consumatorii pot plăti oricărui contact din listă folosind telefonul. Pur și simplu se introduce numele destinatarului, numărul de telefon mobil al acestuia și suma pe care doriți să o transferați, iar acesta va primi un SMS cu indicații pentru redirecționarea banilor în contul său.

## Procedura punctajului de bonitate pentru obținerea unui credit
Datorită tehnologiei automate de calcul al scoringului, Ferratum poate lua o decizie de creditare în doar câteva minute. Solicitantul este identificat în baza verificării faciale automate a identității, a numărului de identificare bancar sau a accesului la datele anterioare ale contului bancar. 
Deciziile privind scoringul și creditul sunt centralizate. Noii clienți sunt evaluați în baza unui sistem de punctare la momentul înscrierii, iar clienții recurenți sunt evaluați în baza unui sistem de evaluare comportamentală. Sistemul de punctare, dezvoltat de Ferratum în baza scoringului FICO, folosește baze de date publice, registre de credit naționale, baze de date cu statistici și baze de date cu impozite, în funcție de caz. Sistemul folosește și tehnologia de analiză interna big data care oferă informații, de exemplu, în funcție de motorul de căutare, comportamentul de căutare și adeziunile la rețelele de socializare. Sistemul strict al Grupului de calcul al scoringului și de identificare, a rezultat într-un procent de aprobare a solicitărilor de credit de consum de doar 14% la finalul anului 2016.

## Produsele de creditare ale Grupului Ferratum

### Microloan-urile
Produsul pioner Microloan sau creditul rapid online este disponibil începând cu 2005 și oferă consumatorilor acces rapid și facil la sume mici de numerar cuprinse între 25 și 1.000 de euro, cu o durată de 7 până la 90 de zile. Microloan-urile pot fi accesate de pe pagina de internet sau din aplicația mobilă a Grupului.

### PlusLoan-urile
PlusLoan-urile sau creditele in rate sunt oferite în primul rând clienților existenți cu un istoric de rambursare pozitiv. Produsul oferă sume mai mari (de obicei 300 - 5.000 euro) și termene de scadență mai lungi de 2 - 36 luni.

### Credit Limit
Produsul Credit Limit, lansat în 2013, a reprezentat un factor de creștere major pentru Grup datorită flexibilității sale. Clienții pot ridica numerar, rambursa, retrage din cont în limita maximă a împrumutului, ori de câte de ori doresc, până la scadență și în funcție de fluxul de numerar. Plafonul de credit este de 3.000 de euro. 

### Ferratum Business
Creditele pentru intreprinderi mici si mijlocii, în prezent disponibile în cinci țări, sunt oferite întreprinderilor mici existente cu un bilanț pozitiv pentru cel puțin doi ani. Creditele variază între 2.000 și 100.000 de euro și sunt în general folosite pentru capitalul de lucru și finanțarea punte.

### Prime Loan-urile
Prime Loan a fost lansat în 2017 în Finlanda și este un credit in rate ce ofera sume mai mari decat PlusLoan-ul destinat persoanelor fizice. Termenul de rambursare este de până la 10 ani și suma maximă disponibilă este de 20.000 €.

## Concurența
Ferratum concurează cu băncile tradiționale și cele digitale deopotrivă, precum și cu celelalte companii fintech, în special în domeniul creditelor de consum și pentru întreprinderi mici. În prezent, Ferratum consideră celelalte companii fintech ca fiind parteneri, întrucât își extinde modelul de afaceri și în domeniul serviciilor financiare mobile, incluzând depozitele. 
Pe piața intens contestată a sistemului bancar și de credit mobil, Raportul anual din 2016 al Grupului Ferratum precizează că „poate valorifica platforma sa cu tehnologie modulară într-un avantaj competitiv. Arhitectura sa este mobilă la origini, inteligentă din proiectare și acceptă instrumente complementare al unor terțe părți, precum și produse noi Ferratum, precum serviciul de investiții P2P.” Grupul declară că le asigură întotdeauna clienților săi servicii de ultimă generație, oriunde și oricând au nevoie.

## Dezvoltarea afacerii și previziunile
Potrivit Raportului său anual din 2016, Grupul preconizează că volumul de credite de consum va continua să crească peste media pieței datorită noilor clienți, precum și datorită diversificării constante a produselor de credit de consum și a creșterii pe noile piețe. 
Grupul se așteaptă ca produsului Ferratum Business (credite pentru IMM-uri) să câștige în continuare cote de piață în cele cinci piețe existente, urmând să fie introdus și pe alte 
piețe. 
Banca mobilă Ferratum va fi lansată și în alte țări și se preconizează că va atrage noi clienți, va menține loialitatea celor existenți, va încuraja cross-selling-ul, va spori volumul de depozite și va diversifica monedele de depozit. 
Conform Raportului anual din 2016, factorii externi care pot influența dezvoltarea activității Ferratum sunt: 
- Cererea de credite de consum și credite pentru IMM-uri pe piețele actuale și viitoare.
- Dezvoltarea la nivel mondial a telefoanelor inteligente și a utilizării serviciilor bancare mobile.
- ¥	Dezvoltarea sectorului global fintech în ceea ce privește acordarea de împrumuturi, precum și serviciile bancare mobile.
- Concurența reprezentată de aplicațiile bancare mobile ale băncilor existente.